# Alluaudia comosa
Alluaudia comosa és una espècie de plantes amb flors que pertany a la família de les didiereàcies.

## Descripció
Alluaudia comosa creix com un arbust densament espinós i ramificat i poden arribar a fer entre 2 a 6 m d'alçada. Les espines grises i solitàries són rodones a la base i entre 1,5 a 3,5 cm de llargada. Les fulles són carnoses que estan soles o per parelles tenen una forma obovada a semicircular; creixen fins als 10 a 22 mm de llargada i els 10 mm d'amplada i, de vegades, tenen la punta arrodonida.
Les flors són blanques i apareixen en umbel·les de 5 a 10 flors individuals. Els fruits són aplanats i en forma d'ou tenen entre 20 i 25 mm de llargada i 16 mm de diàmetre.
El nombre de cromosomes és {\displaystyle 2n=48}.

## Distribució
Alluaudia comosa és comuna al sud-oest i sud de Madagascar, a l'àrea entre Toliara i Taolanaro sobre pedra calcària.

## Taxonomia
La primera descripció d'Alluaudia comosa va tenir lloc com a "Didierea comosa" el 1901 per Emmanuel Drake del Castillo i publicat a Comptes Rendus hebdomadaires des Séances de l'Academie des Sciences 133: 241. El 1903 el mateix autor va situar l'espècie en el gènere que havia establert recentment Alluaudia i publicat a Bulletin du Muséum d'Histoire Naturelle.
Etimologia
Alluaudia: gènere que va ser dedicat a l'explorador francès François Alluaud (1861-1949).
comosa: epítet llatí que vol dir "pelut", "amb els pèls llargs".